# 菸鹼拮抗劑
菸鹼拮抗劑(Nicotinic antagonist)是一種抗膽鹼能藥物，可抑制乙酰膽鹼（ACh）對菸鹼型乙酰膽鹼受體的作用。這些化合物主要用於外科手術中的周圍肌肉麻醉，這種類型的經典藥物是微管尿素，但一些作用再中樞神經的化合物，例如安非他酮、美加明和18-甲氧基可樂寧阻斷大腦中的菸鹼乙酰膽鹼受體，已被提出，用於治療尼古丁成癮。

## 外部連結
- 维基共享资源上的相關多媒體資源：菸鹼拮抗劑
- 醫學主題詞表（MeSH）：Nicotinic+antagonists